# Deutsche Meisterschaften im Bahngehen

Logo (bis 2023) des Deutschen Leichtathletik-Verbandes

Deutsche Meisterschaften im Bahngehen sind Deutsche Meisterschaften der Leichtathletik. Von 1998 bis 2011 wurden die Wettkämpfe mit der Hauptveranstaltung der Deutschen Meisterschaften ausgetragen. Seit 2012 finden sie mit den Deutschen Seniorenmeisterschaften im Bahngehen statt, und der Altersgruppe U23, teils auch mit U20 und jünger.
Veranstalter ist der Deutsche Leichtathletik-Verband (DLV) in Verbindung mit einem Landes- und ggf. örtlichen Ausrichter.
Die Sportler werden entsprechend ihrer Altersgruppe gewertet.

## Deutsche Meisterschaften im Bahngehen
| Nr. | Jahr | Datum         | Ort        | Austragungsstätte    | Ergebnisse    |
| --- | ---- | ------------- | ---------- | -------------------- | ------------- |
| 01. | 2012 | 24. Juni      | Diez       | Zentrale Sportanlage | Ergebnisliste |
| 02. | 2013 | 22. Juni      | Jüterbog   | Stadion Am Rohrteich | Ergebnisliste |
| 03. | 2014 | 21. Juni      | Bühlertal  | Mittelbergstadion    | Ergebnisliste |
| 04. | 2015 | 13. Mai       | Düsseldorf | Rather Waldstadion   | Ergebnisliste |
| 05. | 2016 | 11. Juni      | Bühlertal  | Mittelbergstadion    | Ergebnisliste |
| 06. | 2017 | 16. September | Diez       | Zentrale Sportanlage | Ergebnisliste |
| 07. | 2018 | Dezember      |            |                      |               |
| 08. | 2019 |               |            |                      |               |